# 労働契約
労働契約（ろうどうけいやく）は、労働者が使用者に使用されて労働し、使用者がこれに対して賃金を支払うことを内容とする労働者と使用者の間の契約である（労働契約法6条）。契約の形態としては民法上の雇用契約（623条以下に規定がある）とほぼ同じであるが、労働法学では労働契約は労働者が使用者に対して従属的な地位に立つことを前提にした制度設計であり、労働者と使用者が対等の立場に立つ建前の雇用契約とは区別して把握されることが多い。なお、一般には民法上の請負契約（632条）や委任契約（643条）は雇用契約とは性格が異なるが、これらの場合でも実質的な点から労働契約と評価される場合もある（後述）。

## 労働契約の意義
労働契約については民法上の雇用契約との関係が問題となる。労働契約と雇用契約との相違については様々な学説が唱えられているが、一般には雇用契約も労働契約も共に労働者が労務を供給して使用者が賃金を支払うという諾成・有償・双務契約であるという点で異なるものではないが、労働契約では特に使用者と労働者との間の従属的な性格の強い契約の形態であると考えられている。
なお、労働契約と民法上の雇用契約が類型的に完全に一致するわけではない。請負契約や委任契約においては使用者から独立して労働が行われる点で労働契約とは本来的には性格が異なるが、形式的に民法上の請負契約や委任契約に該当する場合であっても使用者と労働者の間に使用従属性が認められる場合には労働契約に該当することもある。

## 労働契約法の適用範囲
以下の場合には労働契約法の適用が除外される。
- 国家公務員及び地方公務員（労働契約法19条1項）
- 使用者が同居の親族のみを使用する場合の労働契約（労働契約法19条2項）

以上の場合を除くほかは、原則として、すべての労働契約に労働契約法が適用される。ただし、船員法の適用を受ける船員などについては、労働契約法の一部の規定の適用が除外されている（労働契約法18条1項）。

## 労働契約の当事者
- 労働者

労働契約法では、「労働者」は「使用者に使用されて労働し、賃金を支払われる者」と定義されている（労働契約法2条1項）。
- 使用者

労働契約法では、「使用者」は「その使用する労働者に対して賃金を支払う者」と定義されている（労働契約法2条2項）。

## 労働契約の原則
- 労働契約の原則（労働契約法3条）

## 労働契約の成立
- 労働契約の成立（労働契約法6条）

労働契約の成立に関連した法律上の問題としては採用内定の扱いや試用期間の扱いの問題などがある。
- 未成年者の労働契約

親権者・後見人は未成年者を代理して労働契約を締結することが禁じられている（労働基準法58条1項）。
親権者・後見人・行政官庁は、労働契約が未成年者に不利であると認める場合においては、労働契約を解約することができる（労働基準法58条2項）。
労働基準法第58条の規定に違反した者は30万円以下の罰金に処される（労働基準法120条1号）。

## 就業規則・労働協約との関係

### 就業規則との関係
- 労働契約法7条では、労働者と使用者が労働契約を締結する際に、使用者が合理的な労働条件が定められている就業規則を労働者に周知させていた場合には、労働契約の内容は就業規則で定める労働条件によるものとしている（労働契約法7条本文）。一方、労働契約において労働者と使用者が就業規則の内容とは異なる労働条件で合意していた部分については、労働契約法12条に該当する場合（就業規則で定める基準に達しない労働条件を定める労働契約である場合）を除いて労働契約が優先されるとする（労働契約法7条但書）。
- 労働基準法は労働契約と就業規則との関係について労働契約法12条の定めるところによるとしており（労働基準法93条）、労働契約法12条では労働契約のうち就業規則で定める労働基準に達しない労働条件を定める部分については無効とし、この無効となった部分については就業規則で定める基準によるとする（労働契約法12条）。つまり、就業規則よりも労働者に不利な労働契約は無効であるが、有利な労働契約は無効とならない（有利原則）。
- 労働契約を規律する就業規則が法令や労働協約に違反している場合には、その部分については、上の労働契約法第7条や第12条などの規定は適用されない（労働契約法13条）。

### 労働協約との関係
- 労働協約の労働者の待遇に関する基準についての条項（規範的部分）に違反する労働契約の部分は無効なり、この無効となった部分は労働協約に定める基準によることになる（労働組合法第16条前段）。
- 労働契約に定めがない部分についても、労働協約に定める基準によることになる（労働組合法16条後段）。
- 労働組合法の労働契約は、労働組合法第3条の労働者概念に対応したもので、労働契約法や労働基準法の労働契約よりも広い概念である（労働協約を締結した労働組合の組合員に対して、原則有利不利関係なく適用される）。

## 労働契約の効力
- 労働者の義務
  - 労働義務（労働契約法6条）
- 使用者の義務
  - 賃金支払義務（労働契約法6条）
  - 安全配慮義務（労働契約法5条）

## 労働契約の終了
労働契約の終了事由
1. 解雇
2. 退職（労働者による任意の退職、労働者と使用者との合意による合意解除）
3. 就業規則などに定められる定年
4. 労働契約の期間満了
5. 労働者の死亡
6. 法人の解散